# Beast Loose in Paradise
"Beast Loose in Paradise" és una cançó de Lordi del 2008.

## Llista de cançons
1. Beast Loose In Paradise (Radio Edit) (3:09)
2. Beast Loose In Paradise (Dark Floors Version) (3:33)

## Crèdits
- Mr. Lordi (veu)
- Amen (guitarra)
- OX (baix)
- Kita (bateria)
- Awa (piano)